# American Center (Paříž)
American Center (česky Americké centrum) je bývalé americké kulturní centrum v Paříži. Budova se nachází na okraji parku Bercy ve 12. obvodu na ulici Rue de Bercy č. 51.
Americké umělecké a kulturní centrum financované ze soukromých zdrojů sídlilo původně ve 14. obvodu a pověřilo architekta Franka Gehryho vypracováním návrhu na nové sídlo. To bylo postaveno v letech 1988-1994 ve stylu dekonstruktivismu. Jeho užitná plocha činí 184 000 m2. American Center však pouhých 19 měsíců po přestěhování vyhlásilo úpadek a budova byla v roce 1996 prodána. Dnes v ní sídlí filmové muzeum Cinémathèque française a filmová knihovna Bibliothèque du Film.